# Елена Датская
Елена Датская (ок. 1180 — 22 ноября 1233) — датская принцесса, наследница Гардинга, герцогиня Люнебурга по браку. Прародительница дома поздних Вельфов.
Елена была младшей дочерью короля Дании Вальдемара I Великого и Софии. Она была сестрой королей Дании Кнуда VI и Вальдемара II Победоносного и королевы Франции Ингеборги.
Летом 1202 года в Гамбурге Елена вышла замуж за герцога Вильгельма Люнебургского, став невесткой Генриха Льва и его жены-англичанки Матильды. У Елены и Вильгельма был один сын, будущий герцог Оттон I Дитя . После ранней смерти её мужа, герцога Вильгельма, в 1213 году его брат император Оттон IV принял на себя правление Люнебургом в качестве регента Оттона Дитя. Оттон был назначен наследником аллодиальной собственности Вельфов его дядей Генрихом Старшим.
Герцогиня Елена умерла в 1233 году и была похоронена в бенедиктинском монастыре Святого Михаила в Люнебурге.